# The Thin Red Line (livro)
The Thin Red Line é um romance escrito por James Jones. Quarta obra do escritor, ilustra a Batalha do Monte Austen durante a Batalha de Guadalcanal na Segunda Guerra Mundial e reflete elementos autobiográficos, já que o autor serviu ao exército dos Estados Unidos.
O romance foi adaptado para o cinema em duas ocasiões: no filme de 1964, dirigido por Andrew Marton, e na obra de 1998, realizada por Terrence Malick.